# 海东青
矛隼（学名：Falco rusticolus），又名海东青、海青、鹘鹰，是隼属猛禽中最大的一种，分布在北极以及北美洲、亚洲的广大地区，在中国原产于黑龙江、吉林等地。

## 形态
- 海東青
- 海东青的蛋

## 文化

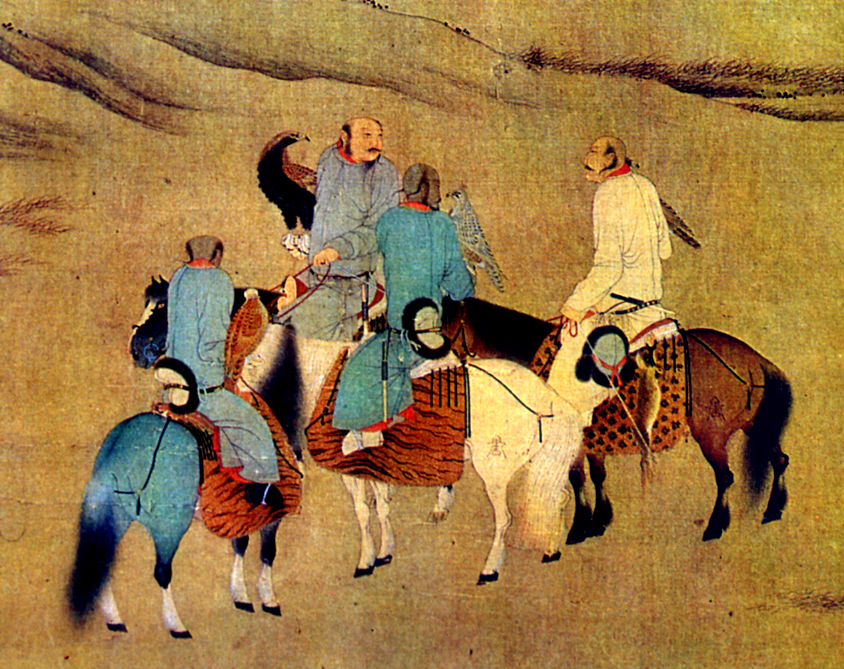
手拿海東青作打獵的契丹貴族

遼主天祚帝好打獵，每年冬天便逼迫女真族發甲馬數百至五國城界獵取，“捕海東青於女真之城，取細犬於萌骨子(蒙古)之疆”，引起女真反抗，最终亡国。
海东青在满语中称“ᡧᠣᠩᡴᠣᡵᠣ”（穆麟德：šongkoro，太清：xongkoro，大词典：shongkoro），身小而健，其飛極高，是狩猎中的重要帮手，能襲天鵝、搏雞兔。海东青可分为秋黄、波黄、三年龙、玉爪，其中纯白色的玉爪最为珍贵；天鵝以珠蚌爲食，食蚌後將珠藏于嗉囊，一說女真人訓練海東青捕捉天鵝取珠。金代世傳有捺钵制度，是指在春水围场中围猎天鹅，泰和七年（1207年），“募民种佃清河等处地，以其租分为诸春水处饵鹅鸭之食”。金章宗曾亲纵海东青擒鹅。所以女真很看重这种猎鹰。
洪武四年，有外邦呈海東青珍禽，朱元璋命群臣獻詩，宋濂有「自古戒禽荒」語，唐肅亦呈一絕句，有「詞臣不敢志歸諫，卻憶當年魏鄭公」語，上不懌而起。。郎世寧亦畫有兩幅「白海青」圖。

## 其它
- 基辅级航空母舰在苏军中的代号為“海东青”（Кречет）
- 台灣華信航空公司使用海東青作為識別標誌
- 台灣裕隆汽車自行研發生產的汽車飛羚101於研發當時內部命名為「海東青」
- 由中航工业沈飞公司生产的第五代战斗机FC-31代号为“鹘鹰”
- 上海上港的标志中有海東青意象
- 琵琶曲中有以海東青打獵為題材的海青拿天鵝